# 无毛叶黄耆
无毛叶黄耆（学名：Astragalus smithianus）为豆科黄耆属下的一个种。

## 扩展阅读
- 維基物種上的相關：无毛叶黄耆